# Venturada
Venturada es un municipio y localidad española de la provincia y Comunidad de Madrid. El término municipal, que tiene una población de 2559 habitantes (INE 2024), está dividido geográficamente en dos núcleos urbanos: al este de la autovía A-1 se encuentra la urbanización Los Cotos de Monterrey y al oeste el casco urbano tradicional junto con el resto de urbanizaciones existentes en el mismo: Tolle-Lege, Miravalle y Los Rosales.

## Geografía
Está situado en una atalaya natural, lo cual le proporciona una panorámica casi completa de la cuenca del río Guadalix y la vega de Torrelaguna.  Es el municipio más meridional de la comarca de la Sierra de La Cabrera, limitando con Navalafuente y Cabanillas de la Sierra, dentro de la misma comarca, Redueña y El Vellón, pertenecientes a la comarca del Valle del Jarama, y con Guadalix de la Sierra, de la Cuenca Alta del Manzanares. El municipio está dividido geográficamente en dos núcleos urbanos: al este de la autovía A-1, se encuentra la urbanización Los Cotos de Monterrey y al oeste el casco urbano tradicional del municipio, junto con el resto de urbanizaciones existentes en el mismo: Tolle-Lege, Miravalle y Los Rosales. 
Integrado en la comarca de Sierra Norte, se sitúa a 54 km de Madrid. El término municipal está atravesado por la autovía del Norte (A-1), por la carretera nacional N-320, que finaliza en el cruce con la A-1, por la carretera autonómica M-608, que se dirige a Guadalix de la Sierra, y por una carretera local que conecta con Redueña. El municipio tiene una superficie de 9,79 km². El término contenía una considerable red de coladas por donde atravesaba el ganado en busca de pastos estacionales.
El relieve del municipio es montañoso, aunque cuenta con extensas zonas llanas con dehesas cercanas a los arroyos de Albalá (al oeste) y de Santa Lucía (al este), ambos pertenecientes a la cuenca del Jarama. Venturada posee un gran acuífero subterráneo natural, consiguiendo unas tierras fértiles para el cultivo, y yacimientos de piedra caliza, destinados a materiales de construcción. La altitud oscila entre los 960 m al sur (Atalaya de Venturada) y los 770 m a orillas del arroyo de Santa Lucía. El pueblo se alza a 864 m sobre el nivel del mar.
| Noroeste: Cabanillas de la Sierra                      | Norte: Cabanillas de la Sierra | Noreste: Redueña   |
| Oeste: Cabanillas de la Sierra y Guadalix de la Sierra |                                | Este: Redueña      |
| Suroeste: Guadalix de la Sierra                        | Sur: Guadalix de la Sierra     | Sureste: El Vellón |

## Historia
Las costumbres de esta comarca serrana se relacionan con toda el área celtíbera prerromana, tal como señalan los Mayos de El Molar o Colmenar Viejo. Las necrópolis altíberas de la provincia de Guadalajara, excavadas por el Marqués de Cerralbo y su relación con la zona oeste de la Sierra, colocan a Venturada en zona obligada de paso.
Antes de que Augusto en el año 19 a. .C., terminara de conquistar la península ibérica no podemos citar nada seguro en la historia de Venturada, pero desde mediados del siglo II d. .C., y a lo largo de los siglos III y IV está atestiguada la presencia de población romanizada en Venturada. En la actual carretera de Torrelaguna vivía un grupo de villas que desde Guadalix de la Sierra hasta Torrelaguna y Talamanca de Jarama se repartían por los valles de Venturada y Redueña. Hoy en día pocos son los restos (como el puente "romano" de Talamanca de Jarama) que quedan de esta vía transversal que iba desde Fuenfría hasta Guadalajara.
La presencia de población perdura desde el Bajo Imperio, sobre la base de asentamientos agrícolas rurales. A mediados del siglo V se empieza a sentir una separación de la zona norte respecto a la sur, y es en el segundo concilio toledano donde se presenta un co-obispo en Buitrago como ayudante del obispo de Segovia para la región sur de este obispado. En el tercer concilio el obispo de Buitrago aparece ya claramente diferenciado del de Segovia, y con derecho propio (esto hará que siglos después los territorios del sur de Somosierra puedan separarse de esta villa y pasen a incluirse en Madrid o en Uceda). 

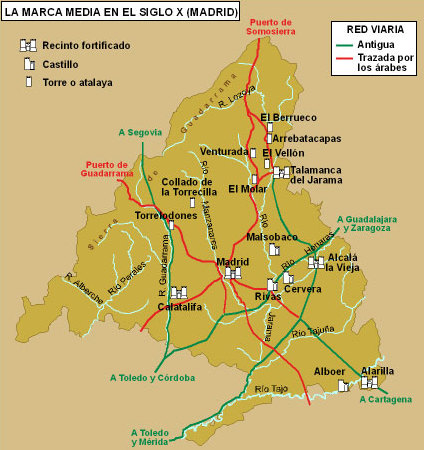
Al-Tagr al-Awsat Marca media, Madrid.

Toda la zona era parte de una sociedad latifundista, creada por los romanos y “cuidada” por los visigodos, pero con la invasión árabe, en el siglo VIII, esto terminó.  Ya en el siglo IX Venturada empieza a tomar una identidad, ya que el avance cristiano sobre el Duero obligó a los emires cordobeses a fortificar toda la región fronteriza distribuida en tres zonas; la superior sobre el Ebro, la media, entre Ávila, Madrid y Guadalajara, y la inferior en Extremadura.
Con esta medida Venturada pasó a tener una atalaya de enlace, cuya visión unía las atalayas:
- Atalaya de Arrebatacapas
- Atalaya de El Berrueco
- Atalaya de El Vellón
- Atalaya de El Molar
- Recinto fortificado de Talamanca de Jarama

La atalaya de Venturada fue declarada Monumento de carácter Histórico-Artístico por el Real Decreto 2363/1983 de 14 de septiembre, Publicado en el BOE de 15 de noviembre de 1983.
En el siglo XIII, el asentamiento conocido como “Placer de ver”, a orillas del arroyo Albalá (Remolino en árabe), empieza a ser abandonado. Durante el periodo musulmán, el Placer de ver había sido un lugar de asentamiento de grupos agrícolas que aprovecharon la existencia de una villa romana explotada por los visigodos ubicada junto a la vía que unía Guadalix con Torrelaguna. La desaparición de Placer de Ver es paralela a la aparición de un pequeño núcleo de población cristiano más al este, que es precisamente donde se encuentra Venturada hoy en día. Durante los siglos XII, XIII y XIV el paso por Somosierra se convierte en el eje de unión imprescindible entre las dos ciudades cristianas más importantes de Castilla, Burgos y Toledo, y Venturada es uno de los descansos en el camino.
Ya en Venturada, entre los siglos XII-XIII se comienza a construir la iglesia de Santiago (una de las pocas piezas del románico serrano que hay), la Ermita de San Benito y una necrópolis alrededor de la misma, que sería descubierta en 1989 al realizar los trabajos para la construcción de la Autovía A-1. Venturada fue reconquistada y repoblada por Alfonso VI de León, y desde ese momento pasó a depender de la villa de Uceda junto con Cabanillas de la Sierra, Torrelaguna, Redueña y El Berrueco como un alfor y con el rango de condado. En 1119 la reina Doña Urraca donó este condado al infante navarro Fernando Garcés, llamado “El de Fito” o “El de Hito”, y a su esposa Estefanía Ermenfot con carácter hereditario.
Años más tarde Fernando III de Castilla hizo que tanto este alfor, junto otros territorios de Andalucía pasaran a depender del Arzobispado de Toledo, pero el 24 de julio de 1593, Felipe II de España (de la Casa de Austria), concede a Venturada el privilegio de Villazgo, desanexionándola de esta forma, no sólo de la villa de Uceda, sino también de la archidiócesis de Toledo, pudiendo así impartir justicia. El escrito original se encuentra en el Archivo General de Simancas.
El siguiente hecho histórico relevante es el repliegue de las tropas napoleónicas hacia Somosierra:
Juan de Yuste, Alcalde de la Villa de Venturada, y Don Lorenzo de Estal Ballesteros, Párroco de la misma dicen, con el respeto debido: Que el día dos del corriente por la mañana entró en dicho pueblo parte del ejército francés tirando balazos, amenazando con la muerte a sus habitantes, pidiendo con furiosos gritos pan, vino, carne y agua, y abalanzándose al mismo tiempo á las casas y haciendo pedazos cuanto encontraban por delante, saqueándolas y robándolas aún en presencia de sus mismos dueños. En vano procuramos contenerlos por todos los medios posibles, suministrándoles el pan, que por orden de la justicia se había cocido toda esa noche, y suplicándoles que aguardasen por el vino, que se había ido a buscar al pueblo inmediato. Sólo sirvió esto para aumentar su insaciable codicia, su furor, y su rabia, amenazando á cada momento con la muerte, hasta que á balazos consiguieron arrojarnos de nuestras casas, sin darnos lugar á salvar otra cosa que las vidas, y estas a duros trances.
Echados de nuestras casas, caminábamos errantes por los montes, mientras que ellos como fieros vestigios saqueaban, robaban y hacían pedazos cuanto en nuestras casas hallaban. Pero donde descargaron todo su furor fue en el templo, profanaron el Sacramento, arrancaron el tabernáculo, acuchillaron y conculcaron las imágenes de Jesucristo, de María Santísima y demás Santos, demolieron altares, robando cuantas alhajas había en la Iglesia, y haciendo giras todas las ropas y ornamentos. ¡Mas para que me canso cuando está dicho con decir que incendiaron el pueblo, reduciendo a cenizas en menos de veinticuatro horas todas sus casas, sin excepción, y llegando su desvergüenza hasta tocar ellos mismos las campanas a fuego, pero esperando con cañón a los incautos que creyesen, si acaso venían a apagarlo!.

Para tan execrable atentado, para tamaño castigo no sabemos hayamos cometido ningún delito, como no sea el haberles suministrado desde que entraron en España camas, víveres y cuanto se nos ha pedido. En estas lamentables circunstancias acudimos al general Moncey, que á la sazón desde Cabanillas estaba mirando el fuego, para que teniendo en consideración cuanto nos habíamos esmerado con las tropas, mandase atajar tanto daño: cosa que le hubiera sido bien fácil teniendo a su disposición dieciséis mil hombres; pero el incendio creció, y el fuego se extendió hasta las tejas, quemando las mieses, quedando hecho un páramo el lugar, y sus habitantes reducidos a la más dolorosa mendicidad, aun aquellos mismos que en un momento hallaban una más que mediana sustentación. En cuya atención á V.S.I. humildemente suplican exunge las lágrimas de tantos desgraciados, bien haciendo que en mundo vuelva á haber Venturada, bien dándoles pronto socorro para domiciliarse en otros pueblos vecinos. En el Diario de Madrid del martes, 9 de agosto de 1808.
Hacia mediados del siglo XIX, el lugar tenía contabilizada una población de 149 habitantes. Aparece descrito en el decimoquinto volumen del Diccionario geográfico-estadístico-histórico de España y sus posesiones de Ultramar de Pascual Madoz de la siguiente manera:

VENTURADA: l. con ayunt. de la prov. y aud. terr. de Madrid (8 1/2 leg.), part. jud. de Torrelaguna (1 1/2), c. g. de Castilla la Nueva, dióc. de Toledo (20 1/2). sit. en la falda de un pequeño cerro, á la der. y tocando con la carretera de Madrid á Burgos; le combaten con mas frecuencia los vientos S.; el clima es templado, y sus enfermedades mas comunes tercianas. Tiene 38 casas de mala construccion, una fuente, y una igl. parr. (Santiago) con curato de entrada y de provision ordinaria. Confina el térm. N. Redueño; E. y S. el Vellon, y O. Cabanillas: se estiende 3/4 de leg. de N. á S. y 1 de E. á O., y comprende un monte de chaparro bajo; varias canteras de piedra escelente para edificios; diferentes de cal, y una dehesa de 250 fan. de estension. El terreno es de mediana calidad: caminos los que dirigen á los pueblos limítrofes y la carretera citada de Madrid á Búrgos. El correo se recibe en la cab. del part. por los mismos interesados. prod.: trigo, centeno, y algunas legumbres; mantiene ganado lanar y vacuno, y cria caza de conejos. ind. y comercio: esplotacion de las canteras de cal y piedra, que conducen á la corte, en donde se venden equitativamente, é importacion de los art. de que se carece. pobl.: 25 vec., 149 alm. cap. prod.: 651,100 rs. imp.: 50,057. contr.: 9'65 por 100.
(Madoz, 1849, p. 667)

## Demografía
Cuenta con una población de 2559 habitantes (INE 2024).
| Gráfica de evolución demográfica de Venturada entre 1842 y 2021                                                       |
| |
| Población de derecho según los censos de población del INE. Población de hecho según los censos de población del INE. |

## Transporte público
En transporte público se puede acceder mediante las siguientes líneas de autobús interurbano. Seis de ellas inician su recorrido en el intercambiador de Plaza de Castilla (una de ellas es nocturna los fines de semana) y las otras dos conectan el municipio con otros de la zona.
| Línea   | Recorrido                                                        |
| ------- | ---------------------------------------------------------------- |
| 191     | Madrid (Plaza de Castilla) - Buitrago del Lozoya                 |
| 193     | Madrid (Plaza de Castilla) - Pedrezuela - El Vellón              |
| 193A    | El Molar - Cotos de Monterrey - Venturada                        |
| 194     | Madrid (Plaza de Castilla) - Rascafría                           |
| 195     | Madrid (Plaza de Castilla) - Braojos                             |
| 196     | Madrid (Plaza de Castilla) - La Acebeda                          |
| 197C    | Torrelaguna - Venturada - Cabanillas de la Sierra                |
| N104    | Madrid (Plaza de Castilla) - El Molar                            |
| VAC-242 | Madrid (Avenida de América) - Aranda de Duero / El Burgo de Osma |

La línea principal de comunicación del municipio es la línea 191 que cuenta con muchos más servicios que el resto, complementándose con las otras en algunos días de la semana o franjas concretas del día. La línea 193 sólo alcanza al municipio con algunos servicios, no todos los servicios de la línea 194 pasan por el municipio, la línea 196 sólo circula los sábados laborables, domingos y festivos, y la línea N104 sólo alcanza el municipio en las noches de viernes laborables, sábados laborables y vísperas de festivo. La línea VAC-242 sólo realizará parada en el municipio si se ha adquirido un billete previamente. Se recomienda consultar horarios.

## Patrimonio

### Atalaya
La Atalaya de Venturada es el símbolo más importante del municipio, data del 950  d. C., época de Abd-Al-Raman III. Es una edificación militar que se levantó para proteger la marca media, que unía Ávila, Madrid y Guadalajara con un entramado de torres de vigilancia para poder tener bien vigilado el espacio en el que estaban situadas. Las Atalayas más próximas a la de Venturada son las de El Berrueco, Arrebatacapas, El Vellón, El Molar y el recinto fortificado de Talamanca del [Jarama]. Todas las atalayas nombradas presentan características muy similares, por lo que se puede afirmar con casi total seguridad que existía un programa de construcción de Atalayas defensivas homogéneo para esta marca.
La Atalaya de Venturada es una torre cilíndrica, de 6 metros de diámetro y 9,20 de altura, ejecutada en mampostería con una única entrada elevada unos metros por encima del suelo. En su interior existían dos alturas. La técnica que se utilizó para llevar a cabo su construcción está basada en la ejecución de un muro circular de mampostería de granito tendente a formar hiladas, y está construida sobre unos cimientos naturales de granito. El acceso a la atalaya se practicaba por una escalera de mano que llegaba hasta el umbral de la puerta, una puerta rectangular y adintelada, de la que se conserva el dintel, que está construido en cuatro piezas de granito que abarcan el grosor del muro. Tanto el suelo de la primera planta, como las plantas superiores se asentaban en un entramado de vigas de madera y a los pisos superiores también se accedía por una escalera de mano.

### Iglesia parroquial Santiago Apóstol

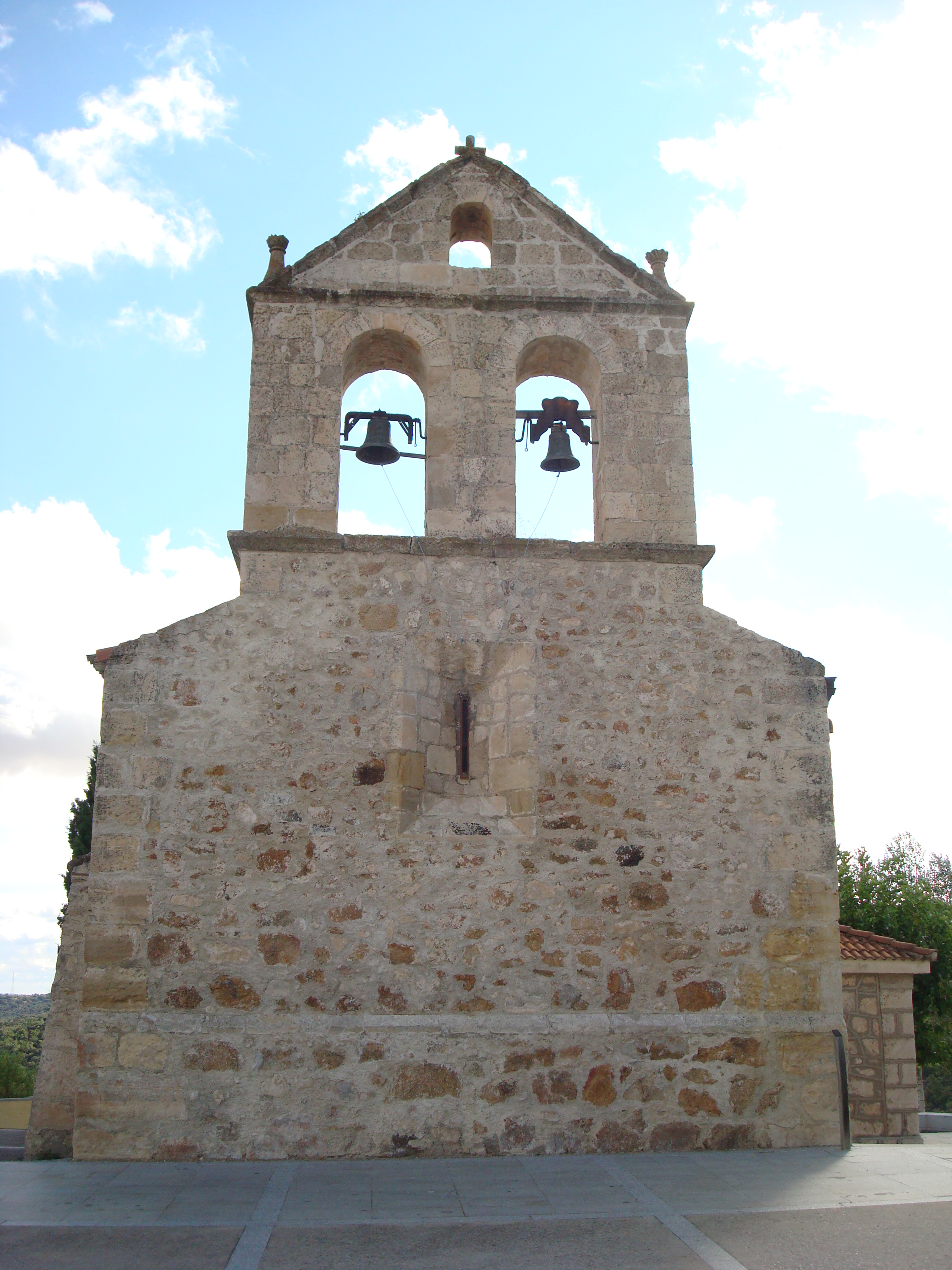
Espadaña de la iglesia de Santiago Apóstol.

La iglesia de Santiago (Venturada) Es un templo cristiano que data de finales del siglo XII y principios del XIII.
La iglesia, de reducidas dimensiones, consta de una nave rectangular, con cabecera recta ligeramente retranqueada y campanario a los pies, con una espadaña de remate triangular. La fábrica original, posiblemente de granito, ha sido revocada y encalada, dejando solamente visibles algunas partes de sillería, como los refuerzos de las esquinas, el abocinamiento del pequeño vano que centra la composición mural y el cuerpo superior, donde se localiza el campanario.
El acceso al espacio interno tiene lugar por la antigua portada meridional que, por su estructura y composición presenta rasgos del arte románico. El techo, por su parte interior, está compuesto por la sucesión de tres arquivoltas de medio punto formadas por dovelas de granito; en la parte externa el tejado es de dos aguas.
La iglesia puede ser considerada como un ejemplo de arquitectura de transición entre los siglos XII y XIII, donde convivieron sistemas de construcción todavía románicos con los primeros ensayos de la bóveda de crucería que se desarrollaría y perfeccionaría a lo largo de los siglos siguientes.

### Yacimientos medievales de la ermita de San Benito
Debido a las obras de la autovía Madrid-Burgos que se estaban realizando a su paso por Venturada, se abrió un camino para facilitar el acceso de la maquinaria pesada. Dicho camino cortó el terreno dejando expuestas una serie de sepulturas y huesos humanos. Se comunicó al servicio de Arqueología de la CAM, y por el inminente peligro de destrucción del yacimiento, afectado por el trazado de la autopista, se concedió un permiso de excavación de urgencia.
En la realización del informe preliminar se identificaron tres tumbas, numeradas como T1, T2 y T3, excavadas e la roca con orientación E-W, y al estar parcialmente destruidas y saqueadas no se consideró oportuno incidir en ellas.
En una segunda fase de excavación se encontraron, cerca del camino, dos cabeceras de tumbas más T5 y T6, a muy poca distancia de la superficie. En la cabecera de la T6 se localizaron dos cráneos apoyados lateralmente con un hueso largo entremedias, y una vez que se levantó la losa se pudo ver un cráneo infantil colocado boca abajo faltándole la mandíbula inferior. El levantamiento de estos huesos no se pudo realizar el primer día, y las lluvias de los siguientes días pospusieron tanto el trabajo como la presencia en el yacimiento, produciéndose la sustracción por parte de alguna persona los tres cráneos de la T6. La sepultura 5 se pudo excavar completa, y se componía de una losa en la cabecera y otra gran losa para cubrir fracturada. En su interior, excavado en la roca, se encontraban los restos de un enterramiento anterior en los pies de unos restos humanos completos en posición de decúbito supino con orientación E-W. No había ajuar.
Los trabajos se ampliaron hacia el E de la sepultura 5 y se encontraron diferentes restos óseos sin orden ni disposición concreta; la mayoría huesos largos, un cráneo completo y la calota de otro, faltando por completo las vértebras. Estos restos reciben el nombre de enterramiento 7. Los restos del T7 se apoyaban en parte sobre una losa, que se pudo comprobar que pertenecían a otra tumba, T8. La T8 era más profunda, con casi 1m de profundidad, por ello, y por la premura del tiempo para poder realizar la excavación completa, impidieron captarla en su totalidad, quedando cortada a la altura de la clavícula. Este enterramiento no presentaba losa completa, estando únicamente en pies y cabeza. La T8 tampoco presentaba ajuar.
Como conclusión el tipo de sepultura, de forma trapezoidal y la cabeza redondeada, excavada en la roca, con orientación este-oeste y cabeza al oeste, nos define la necrópolis como cristiana altomedieval.

### Potro de herrar

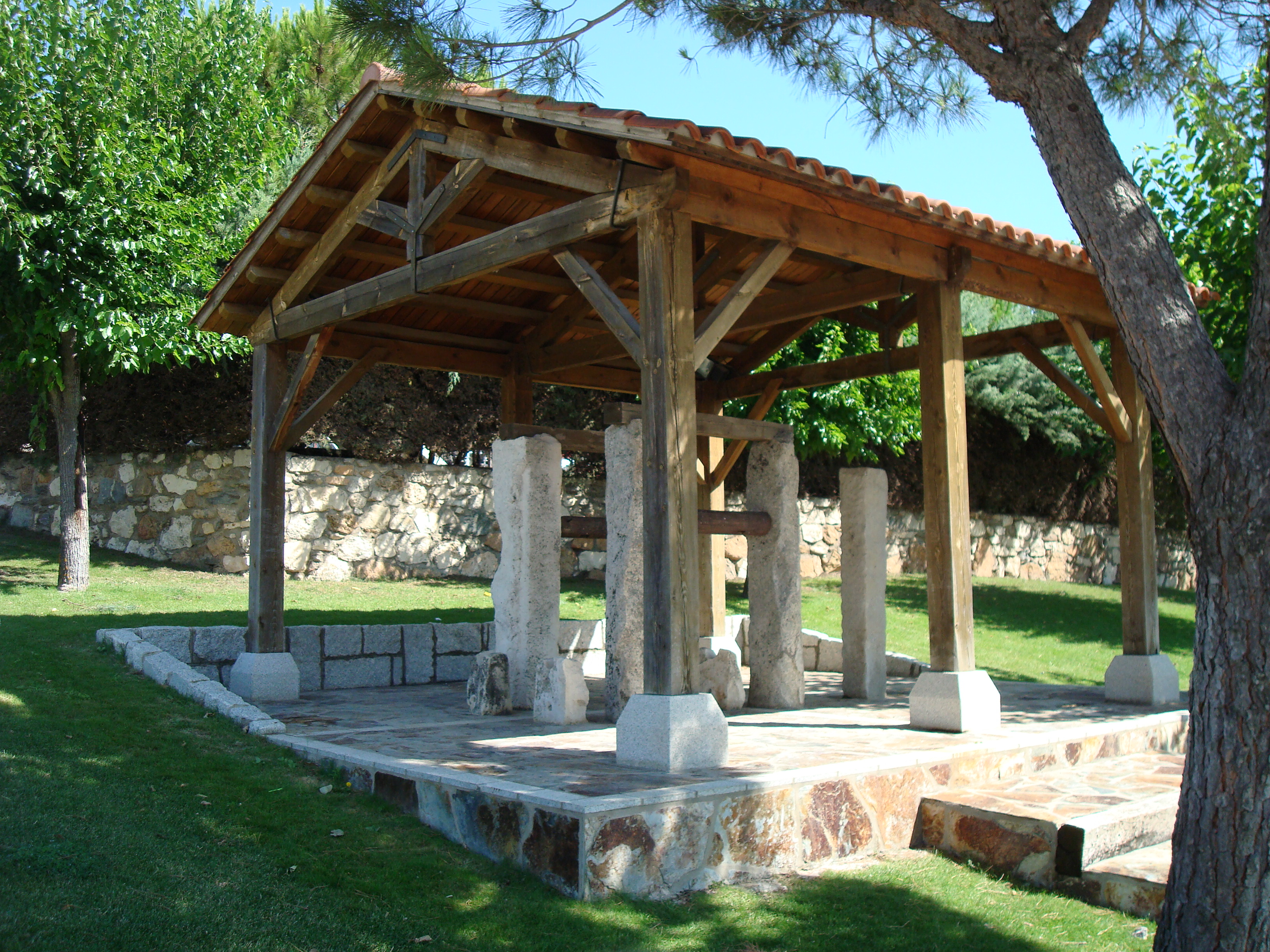
Potro de herrar de Venturada.

El potro de herrar de Venturada es una herramienta que se utilizaba para cambiarle las herraduras a los animales. El potro está completamente restaurado y hoy en día se encuentra al principio del bulevar de entrada al pueblo.

## Símbolos
La bandera fue aprobada, junto al escudo, el 16 de marzo de 1995. BOCM de 18 de marzo de 1995. BOE N.º 148, de 22 de junio de 1995.

### Escudo
Escudo partido. Primero, en gules, tres cornetas, de plata, puestas en palo. Segundo, en azur, un castillo de plata, almenado, donjonado y mazonado de sable y aclarado de azur, con una enseña farpada, de lo mismo, en su torre, y acompañado en jefe por dos estrellas, todo de plata. Al timbre, una corona real española.
Al estar situado junto a una importante vía de comunicación, hay referencias muy antiguas a la existencia de ventas en su territorio, cuyo símbolo son las cornetas que aparecen en el primer cuartel. El segundo cuartel recuerda su antigua dependencia de Uceda, señorío bajo cuya jurisdicción estuvo hasta el siglo XVI.

### Bandera
Bandera de proporciones 2:3, de paño gules, brochante al centro el escudo municipal.

## Fiestas
- Virgen de la Antigua (última semana del mes de diciembre).
- San Isidro (15 de mayo).
- Fiestas de San Juan (semana del 24 de junio).
- Fiestas de Nuestra Señora de Monterrey (Fin de semana más cercano a Santiago, 25 Julio)